# Rudolf Groner
Rudolf Groner (geboren am 26. Juli 1942 in Glarus, Schweiz) ist ein Schweizer Psychologe, spezialisiert in Kognitionspsychologie und Medienpsychologie.

## Berufsleben
Rudolf Groner promovierte 1966 in Psychologie an der Universität Wien, Österreich. Von 1968 bis 1970 war er Postdoktorand am «Center for Advanced Studies in Theoretical Psychology» an der Universität Alberta, Edmonton, Kanada, und im Jahr 1969 Mitglied des «Michigan Mathematical Psychology Program». Im Jahr 1981 wurde er Professor für Psychologie an der Universität Bern.  Er war eingeladener Gastprofessor an der Humboldt Universität zu Berlin, Deutschland, an der Universität Wollongong, Australien, an der Universität Kyoto und an der Universität Nagoya, Japan. Von 1998 bis 2001 wurde er zum Direktor des Schweizerischen Nationalen Postdoc-Programms «Kognitive Psychologie - Grundlagen und angewandte Aspekte» ernannt. 1971 war er der Gründer von VISLAB, dem Labor zur Untersuchung von kognitiven Prozessen und Augenbewegungen an der Universität Bern.
1980 initiierte Rudolf Groner ein interdisziplinäres Netzwerk namens «European Group of Scientists active in Eye Movement Research». Diesem Netzwerk gehören Wissenschaftler an, die die Augenbewegungsregistrierung als Forschungsinstrument nutzen und Modelle entwickeln, die auf okulomotorischen Daten aus einem breiten Spektrum von Phänomenen basieren, das von der neurophysiologischen über die perzeptive bis zur kognitiven Ebene reicht. Der Schwerpunkt der Organisation liegt auf dem Austausch von Informationen über aktuelle Forschung, Geräte und Software. Seit 1981 organisiert das Netzwerk alle zwei Jahre die Konferenz ECEM an verschiedenen Orten in ganz Europa. Im Laufe der Jahre hat das Netzwerk zehn Sammelbände veröffentlicht. 2008 gründete Rudolf Groner das Journal of Eye Movement Research (JEMR), eine interdisziplinäre Open-Access-Zeitschrift, und ist seither Chefredakteur.
Nach seiner Emeritierung an der Universität Bern im Jahr 2007 arbeitet Rudolf Groner nun zusammen mit Marina Groner und ehemaligen Mitarbeiter in einem Spin-off seines ehemaligen Labors, der scians Ltd. mit dem Fokus auf den Transfer von Grundlagenforschung in die Anwendung.

## Forschung
Von 1970 bis 1990 konzentrierte sich das Forschungsinteresse von Rudolf Groner auf die mathematische Modellierung komplexer kognitiver Aktivitäten durch elementare Module. Diese Module bestehen aus grundlegenden Wahrnehmungs- und Aufmerksamkeitsprozessen, wobei der visuelle Informationsinput durch Parameter von Augenfixationen gemessen wird. Als zugrundeliegende Prozesse werden das Generieren und Testen von Hypothesen angenommen. In Zusammenarbeit mit Marina Groner entwickelte er eine hypothetisch-deduktive Theorie der kognitiven Aktivität, die auf einem Satz von Axiomen basiert, aus denen Wahrscheinlichkeitsverteilungen von Augenbewegungsparametern abgeleitet und mit empirischen Daten gemessener Augenfixationsverteilungen verglichen wurden. Zusätzlich zu den Eye-Tracking-Daten wurde dieselbe hypothetisch-deduktive Analyse auf andere Verhaltensparameter angewendet. Die Verteilung der Zeit, die während des Problemlösens verbracht wird, und die Wahrscheinlichkeit fehlerhafter Lösungen konnten durch ein und dasselbe Modell vorhergesagt werden. Dies geht von einer minimalen Belastung des Kurzzeitgedächtnisses, die jedoch durch extensives visuelles Scannen verfügbarer Informationen aus der Umgebung kompensiert werden muss.
Groner, Walder und Groner und Menz und Groner erweiterten Lawrence Starks Konzept der Scanpfade auf zwei verschiedene Klassen von Scanning-Prozessen: Lokale Scanpfade, von denen angenommen wird, dass sie auf einer engen Zeitskala bottom-up auf den Wahrnehmungsinput einwirken, und globale Scanpfade, die von kognitiven Prozessen top-down gesteuert werden und auf einer erweiterten Zeitskala wirken. In einer Reihe von Experimenten demonstrierten sie die Beziehung zwischen grundlegenden visuellen Prozessen und der Steuerung von Augenbewegungen. In jüngerer Zeit erforschten Groner und weitere Kollegen neue Möglichkeiten, Eye tracking in der Usability-Forschung anzuwenden.
In einer anderen Forschungslinie untersuchten Rudolf Groner, Marina Groner und Walter F. Bischof die interdisziplinären Aspekte und die historischen Wurzeln des heuristischen Denkens und wendeten die Unterscheidung zwischen algorithmischen und heuristischen Ansätzen als kognitive Stilvariable an, die mit einem Fragebogen bewertet und validiert wurde.

## Ausgewählte Publikationen
- R. Groner: Hypothesen im Denkprozess. Grundlagen einer verallgemeinerten Theorie auf der Basis elementarer Informationsverarbeitung. Huber, Bern / Stuttgart / Wien 1978.
- R. Groner, M. Groner: Towards a hypothetico-deductive theory of cognitive activity. In: R. Groner, P. Fraisse (Hrsg.): Cognition and eye movements. North Holland, Amsterdam 1982.
- R. Groner, M. Groner, W. F. Bischof: Methods of heuristics. Lawrence Erlbaum, Hillsdale N.J. 1983.
- R. Groner, M. Groner: A stochastic hypothesis testing model for multi-term series problems, based on eye fixations. In: R. Groner, C. Menz, D. Fisher, R. A. Monty (Hrsg.): Eye movements and psychological functions: International views. Lawrence Erlbaum, Hillsdale N.J. 1983.
- R. Groner, F. Walder, M. Groner: Looking at faces: Local and global aspects of scanpaths. In: A. G. Gale, F. Johnson (Hrsg.): Theoretical and applied aspects of eye movement research. North Holland, Amsterdam 1984.
- C. Menz, R. Groner: The effects of stimulus characteristics, task requirements and individual differences on scanning patterns. In: R. Groner, G. W. McConkie, Ch. Menz (Hrsg.): Eye movements and human information processing. North Holland, Amsterdam 1985.
- R. Groner, M. T. Groner: Attention and eye movement control: an overview. In: European Archives of Psychiatry and Neurological Sciences. Band 239, Nr. 1, 1989, S. 9–16. doi:10.1007/BF01739737. PMID 2676541
- R. Groner, M. T. Groner, W. F. Bischof, V. Di Lollo: On the relation between metacontrast masking and suppression of visible persistence. In: Journal of Experimental Psychology: Human Perception and Performance. Band 16, Nr. 2, 1990, S. 381–390. doi:10.1037/0096-1523.16.2.381. PMID 2142206
- R. Groner, M. Groner: Heuristische versus algorithmische Orientierung als Dimension des individuellen kognitiven Stils. In: K. Grawe, N. Semmer, R. Hänni (Hrsg.): Über die richtige Art, Psychologie zu betreiben. Hogrefe, Göttingen 1991.
- S. F. Wright, R. Groner (Hrsg.): Facets of dyslexia and its remediation. Elsevier, 1993.
- M. T. Groner, R. Groner, A. Von Mühlenen: The effect of spatial frequency content on parameters of eye movements. In: Psychological Research. Band 72, Nr. 6, 2008, S. 601–608. doi:10.1007/s00426-008-0167-1. PMID 18855008
- E. Siegenthaler, R. Groner: Multifunctional usability analysis and its application to the comparison of eBooks with conventional books. In: J. P. Liversedge (Hrsg.): Abstracts of the Fifteenth European Conference on Eye Movements (ECEM15), Southampton, August 24–26, 2009. In: Journal of Eye Movement Research. 3, special issue, 70 2009.
- R. Groner, E. Siegenthaler: Improving the usability of eLearning tools: The Multifunctional Analysis and its application in distance teaching. In: Proceedings of the ICDE/EADTU Conference in Maastricht. June 2009.
- E. Siegenthaler, P. Wurtz, R. Groner: Improving the usability of e-book readers. In: Journal of Usability Studies. Band 6, Nr. 1, 2010, S. 25–38. (PDF)
- E. Siegenthaler, P. Wurtz, P. Bergamin, R. Groner: Comparing reading processes on e-ink displays and print. In: Displays. Band 32, Nr. 5, 2011, S. 268–273. doi:10.1016/j.displa.2011.05.005
- E. Siegenthaler, F. M. Costela, M. B. McCamy, L. L. Di Stasi, J. Otero-Millan, A. Sonderegger, R. Groner, S. Macknik, S. Martinez‐Conde: Task difficulty in mental arithmetic affects microsaccadic rates and magnitudes. In: European Journal of Neuroscience. Band 39, Nr. 2, 2014, S. 287–294. doi:10.1111/ejn.12395. PMID 24438491
- M. Burch, L. L. Chuang, A. Duchowski, D. Weiskopf, R. Groner: Eye tracking and visualization: Introduction to the special thematic issue. In: Journal of Eye Movement Research. Band 10, Nr. 5, 2018. doi:10.16910/jemr.10.5.1. PMID 33828670, PMC 7141078 (freier Volltext)
- L. K. Fink, E. B. Lange, R. Groner: The application of eye-tracking in music research. In: Journal of Eye Movement Research. Band 11, Nr. 2, 2019. doi:10.16910/jemr.11.2.1. PMID 33828684, PMC 7725399 (freier Volltext)
- S. Martinez-Conde, R. Engbert, R. Groner: Microsaccades: Empirical research and methodological advances - Introduction to part 1 of the thematic special issue. In: Journal of Eye Movement Research. Band 12, Nr. 6, 2020. doi:10.16910/jemr.12.6.1. PMID 33828747, PMC 7944665 (freier Volltext)
- E. Krueger, A. Schneider, B. D. Sawyer, A. Chavaillaz, A. Sonderegger, R. Groner, P. A. Hancock: Microsaccades distinguish looking from seeing. In: Journal of Eye Movement Research. Band 12, Nr. 6, 2019. doi:10.16910/jemr.12.6.2. PMID 33828752, PMC 7962679 (freier Volltext)
- W. Jaschinski, R. Groner: Vergence eye movements: From basic science to clinical application - Foreword to the special issue. In: Journal of Eye Movement Research. Band 12, Nr. 4, 2019. doi:10.16910/jemr.12.4.0. PMID 33828745, PMC 7881834 (freier Volltext)